# Carlos Quevedo
Carlos Quevedo (* 23. Februar 1993 in Puigcerdà) ist ein spanischer Eishockeyspieler, der seit 2015 für die Robert Morris Colonials, das Team der Robert Morris University, aus Pittsburgh in der National Collegiate Athletic Association spielt.

## Karriere
Carlos Quevedo begann seine Karriere als Eishockeyspieler in der Nachwuchsabteilung des CG Puigcerdà aus seiner Heimatstadt. 1997 wechselte er zum französischen Spitzenklub Dragons de Rouen, für dessen U18-Junioren er in der Saison 2007/28 bereits mit 14 Jahren auflief. Anschließend wechselte er zum finnischen Klub FoPS, für den er ein Jahr lang ebenfalls in der U18 spielte. Seit 2009 spielt der Angreifer abwechselnd für die Nachwuchsabteilung von Ilves Tampere und Koo-Vee. 2013 kehrte er zu FoPS zurück. 2015 zog es ihn in die Vereinigten Staaten, wo er für das Team der Robert Morris University in der National Collegiate Athletic Association spielt.

### International
Für Spanien nahm Quevedo im Juniorenbereich an der U18-Junioren-Weltmeisterschaft der Division II 2011 sowie den U20-Junioren-Weltmeisterschaften der Division II 2010, 2011, 2012 und 2013, als er Mannschaftskapitän des spanischen Nachwuchses war, teil. Bei der Winter-Universiade 2015 in Granada belegte er mit der spanischen Studentenauswahl den neunten Platz.
Im Seniorenbereich stand er im Aufgebot seines Landes bei der Weltmeisterschaft der Division I 2011 sowie der Division II 2012, 2014 und 2016. Außerdem vertrat er seine Farben beim Qualifikationsturnier für die Olympischen Winterspiele 2014 in Sotschi.

## Erfolge und Auszeichnungen
- 2014 Aufstieg in die Division II, Gruppe A, bei der Weltmeisterschaft der Division II, Gruppe B